# Deborah Lurie
Deborah Ruth Lurie (nacida el 9 de marzo de 1974) es una compositora, arreglista y productora musical estadounidense. Ha musicalizado varias películas como Sleepover (2004), An Unfinished Life, Mozart and the Whale, (ambas de 2005), Sydney White (2007), Querido John (2010), One for the Money (2012), Safe Haven (2013) y Poms (2019). Ha sido arreglista de cuerdas para músicos como Brandi Carlile, Kelly Clarkson, Allison Iraheta, Adam Lambert y Katy Perry. Lurie también ha sido arreglista de cuerdas para varias bandas de rock como 3 Doors Down, Bon Jovi, Creed, Halestorm, Papa Roach, Simple Plan, The All-American Rejects y Three Days Grace, aunque sus colaboraciones más conocidas han sido con Hoobastank y Theory of a Deadman.
En 2015, la Asociación Estadounidense de Compositores, Autores y Editores otorgó a Lurie el premio Shirley Walker por sus contribuciones a la diversidad de la música de cine y televisión  Fue una de las compositoras entrevistadas en Score: A Film Music Documentary. La Academia de Artes y Ciencias Cinematográficas amplió la membresía a Lurie en 2016 por sus contribuciones al cine.

## Filmografía

### Compositora
| Año  | Título                              | Director                             | Estudio | Notas                                                                             |
| ---- | ----------------------------------- | ------------------------------------ | --- | --------------------------------------------------------------------------------- |
| 1997 | The Promise                         | Matthew Barry                        | | Cortometraje                                                                      |
| 1998 | Hércules                            | Phil Weinstein                       | Walt Disney Television Animation Buena Vista Television                                                                     | Música adicional                                                                  |
| 1999 | Evil Hill                           | Ryan Schifrin                        | |                                                                                   |
| 1999 | George Lucas in Love                | Joe Nussbaum                         | |                                                                                   |
| 1999 | Best Man in Grass Creek             | John Newcombe                        | |                                                                                   |
| 2001 | Bubble Boy                          | Blair Hayes                          | Buena Vista Pictures Touchstone Pictures                                                                                    | Música adicional                                                                  |
| 2003 | View from the Top                   | Bruno Barreto                        | Brad Grey Pictures Miramax Films                                                                                            | Música adicional, sin acreditar                                                   |
| 2004 | My baby's daddy                     | Cheryl Dunye                         | Miramax Brillstein-Grey Entertainment Immortal Entertainment                                                                | Música adicional                                                                  |
| 2004 | My Name Is Modesty                  | Scott Spiegel                        | Miramax Films |                                                                                   |
| 2004 | Sleepover                           | Joe Nussbaum                         | Metro-Goldwyn-Mayer |                                                                                   |
| 2004 | Héroes imaginarios                  | Dan Harris                           | Sony Pictures Classics |                                                                                   |
| 2005 | Drop Dead Sexy                      | Michael Philip                       | Lionsgate |                                                                                   |
| 2005 | Charlie and the Chocolate Factory   | Tim Burton                           | Warner Bros. Pictures The Zanuck Company Plan B Entertainment Village Roadshow Pictures                                     | Música adicional                                                                  |
| 2005 | An Unfinished Life                  | Lasse Hallström                      | Miramax Films Revolution Studios                                                                                            |                                                                                   |
| 2005 | Mozart and the Whale                | Petter Næss                          | Millennium Films Nu Image                                                                                                   |                                                                                   |
| 2006 | Deep Sea 3D                         | Howard Hall                          | Warner Bros. Pictures IMAX Corporation                                                                                      | Compuesta con Danny Elfman IMAX film                                              |
| 2006 | Whirlygirl                          | Jim Wilson                           | All the Way Round Inc. |                                                                                   |
| 2006 | The Year Without a Santa Claus      | Ron Underwood                        | | Película de televisión                                                            |
| 2006 | Charlotte's Web                     | Gary Winick                          | Paramount Pictures Kerner Entertainment Company Walden Media Nickelodeon Movies                                             | Música adicional                                                                  |
| 2006 | Dreamgirls                          | Bill Condon                          | Laurence Mark Productions DreamWorks Pictures Paramount Pictures                                                            | Música adicional                                                                  |
| 2007 | Sydney White                        | Joe Nussbaum                         | Universal Pictures Morgan Creek Productions                                                                                 |                                                                                   |
| 2007 | The Little Traitor                  | Lynn Roth                            | Westchester Films Inc. |                                                                                   |
| 2007 | Spider-Man 3                        | Sam Raimi                            | Columbia Pictures Marvel Entertainment Laura Ziskin Productions                                                             | Música adicional                                                                  |
| 2008 | Wanted                              | Timur Bekmambetov                    | Universal Pictures Spyglass Entertainment Relativity Media Marc Platt Productions Kickstart Productions Top Cow Productions | Música adicional                                                                  |
| 2008 | Hellboy 2: El Ejército Dorado       | Guillermo del Toro                   | Universal Studios Relativity Media Lawrence Gordon Productions Dark Horse Entertainment                                     | Música adicional                                                                  |
| 2008 | The Betrayed                        | Amanda Gusack                        | Metro-Goldwyn-Mayer |                                                                                   |
| 2009 | Dance Flick                         | Damien Dante Wayans                  | Paramount Pictures MTV Films Wayans Brothers                                                                                | Música adicional                                                                  |
| 2009 | Spring Breakdown                    | Ryan Shiraki                         | Warner Premiere |                                                                                   |
| 2009 | 9                                   | Shane Acker Prod: Tim Burton         | Focus Features Relativity Media Starz Animation Tim Burton Productions                                                      | Temas de Danny Elfman                                                             |
| 2009 | More Than a Game                    | Kristopher Belman                    | Lionsgate | Música adicional                                                                  |
| 2010 | Querido John                        | Lasse Hallström                      | Screen Gems Relativity Media                                                                                                |                                                                                   |
| 2010 | Alicia en el país de las maravillas | Tim Burton                           | Walt Disney Pictures Films The Zanuck Company Team Todd                                                                     | Música adicional                                                                  |
| 2011 | Justin Bieber: Never Say Never      | Jon M. Chu                           | Paramount Pictures MTV Films Scooter Braun Films L.A. Reid Media AEG Live Island Def Jam Music Group                        |                                                                                   |
| 2011 | Prom                                | Joe Nussbaum                         | Walt Disney Pictures Rickshaw Productions                                                                                   |                                                                                   |
| 2011 | Footloose                           | Craig Brewer                         | Paramount Pictures Spyglass Entertainment MTV Films                                                                         |                                                                                   |
| 2012 | One for the Money                   | Julie Anne Robinson                  | Lionsgate Lakeshore Entertainment Sidney Kimmel Entertainment                                                               |                                                                                   |
| 2012 | El dictador                         | Larry Charles                        | Paramount Pictures Four By Two Films                                                                                        | Música adicional                                                                  |
| 2012 | Katy Perry: Part of Me              | Dan Cutforth Jane Lipsitz            | Paramount Pictures Nickelodeon Movies Perry Productions AEG Live EMI Music Columbia Pictures Imagine Entertainment          |                                                                                   |
| 2012 | Fun Size                            | Josh Schwartz                        | Paramount Pictures Nickelodeon Movies Anonymous Content Fake Empire Productions                                             |                                                                                   |
| 2013 | Safe Haven                          | Lasse Hallström                      | Relativity Media Temple Hill Entertainment                                                                                  |                                                                                   |
| 2014 | Murder of a Cat                     | Gillian Greene Prod: Sam Raimi       | Seine Pictures |                                                                                   |
| 2015 | La lista de no besar de Naomi y Ely | Kristin Hanggi                       | Quiver |                                                                                   |
| 2015 | The Astronaut Wives Club            | Prod: Stephanie Savage               | ABC Studios Fake Empire Productions Groundswell Productions                                                                 | 10 episodios                                                                      |
| 2015 | Mi hermana invisible                | Paul Hoen                            | Disney Channel | Película de televisión                                                            |
| 2016 | Urban Cowboy                        | Craig Brewer                         | 20th Century Fox Television                                                                                                 |                                                                                   |
| 2016 | The Deal                            | Daniel S. Kaminsky Prod: Joss Whedon | Circadian Pictures | Cortometraje                                                                      |
| 2016 | Just Add Magic                      | Joe Nussbaum                         | Amazon Studios Pictures in a Row Grasshopper Lane Entertainment                                                             | Temporada 1: 13 episodios, con Zack Ryan Temporada 2: 26 episodios, con Zack Ryan |
| 2016 | Newtown                             | Kim A. Snyder                        | | Música adicional                                                                  |
| 2017 | Speech & Debate                     | Dan Harris                           | Sycamore Pictures |                                                                                   |
| 2019 | Poms                                | Zara Hayes                           | Entertainment One STX Entertainment                                                                                         |                                                                                   |

### Arreglista/Productora
- Bob Esponja: Un héroe fuera del agua (arreglista de canciones)
- Annie (arreglista adicional)
- Mystic Manor (arreglista, music by Danny Elfman)
- Much Ado About Nothing[2] (arreglista/productora, banda sonora de Joss Whedon)
- Fame (arreglista de canciones)
- Bad Santa (arreglista de canciones)
- Los ángeles de Charlie: Al límite (arreglista de canciones)

### Orquestaciones
- Hombres de negro III (banda sonora de Danny Elfman)
- The X-Files: I Want to Believe (banda sonora de Mark Snow)
- The Curse of El Charro (banda sonora de Rich Ragsdale)
- The X-Files: I Want to Believe (banda sonora de John Ottman)
- Urban Legends: Final Cut (banda sonora de John Ottman)
- Locos en Alabama (banda sonora de Mark Snow)
- Halloween H2O: Veinte años después (banda sonora de John Ottman)
- Locos en Alabama (banda sonora de Mark Snow)
- El laboratorio de Dexter (orquesta adicional, banda sonora de Thomas Chase y Steve Rucker)
- The Day Lincoln Was Shot (banda sonora de Mark Snow)
- Barney's Great Adventure (orquesta adicional, banda sonora de Van Dyke Parks)